# Brederode

Das Wappen der Brederode: Der rote Löwe auf goldenem Grund der Grafen von Holland – mit Turnierkragen als Beizeichen

Die Herren Van Brederode waren ein holländisches Adelsgeschlecht, das via den Herren Van Teylingen aus einer unehelichen Seitenlinie der holländischen Grafen aus dem Haus der Gerulfinger entstammte. Die Brederode galten im Mittelalter als das vornehmste Geschlecht Hollands und waren im 16. Jahrhundert maßgeblich in den Niederländischen Aufstand gegen Spanien involviert. Deren Mitglieder führten die Titel eines Grafen von Gennep, Souveränen Herren von Vianen, Erbburggrafen von Utrecht, Vrijheeren von Ameide und Herren von Brederode. Die Hauptlinie starb 1679 aus, eine seit Ende des 18. Jahrhunderts reichsgräfliche Bastardlinie existierte noch bis 1832.

## Geschichte

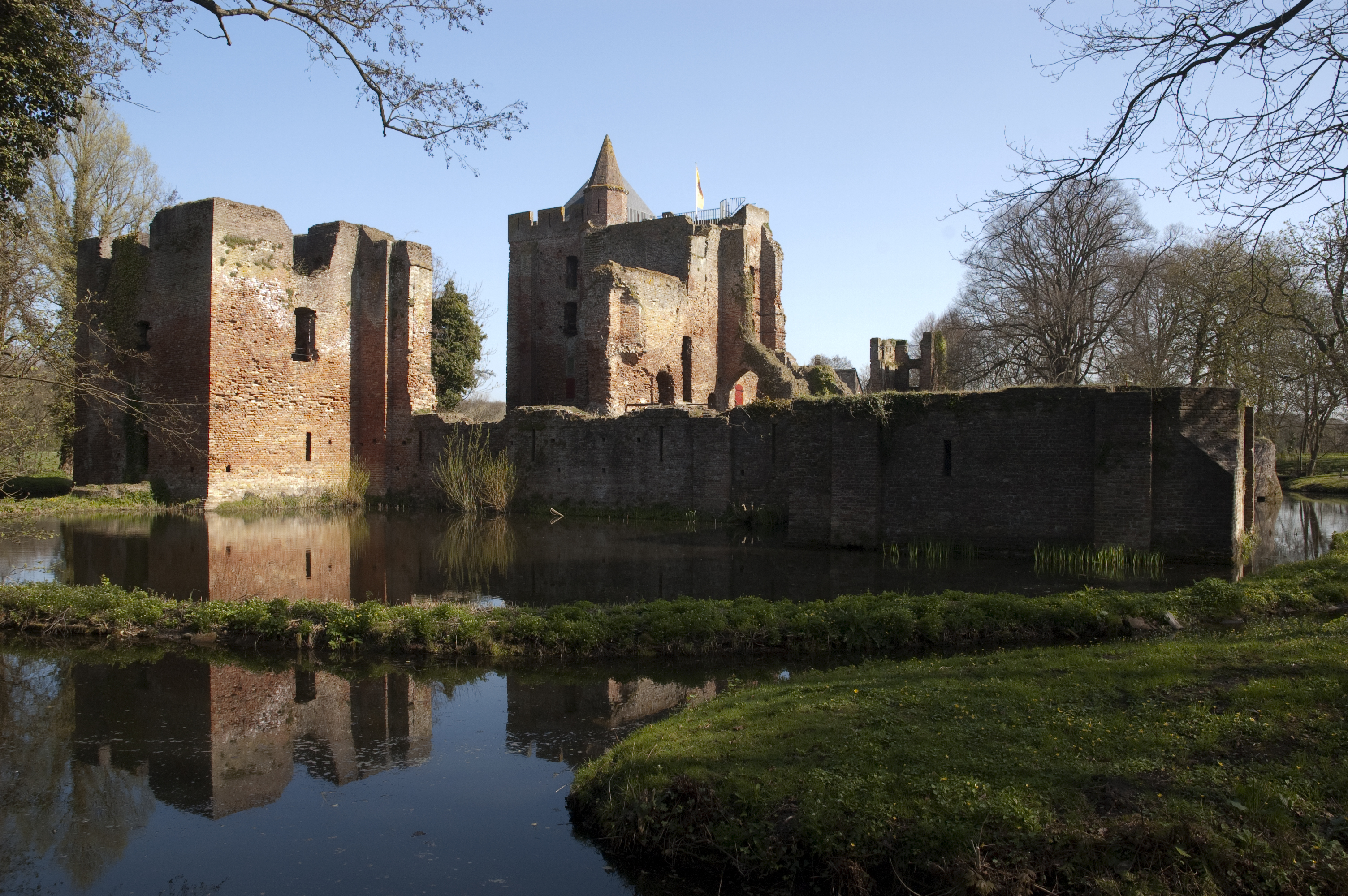
Burg Brederode

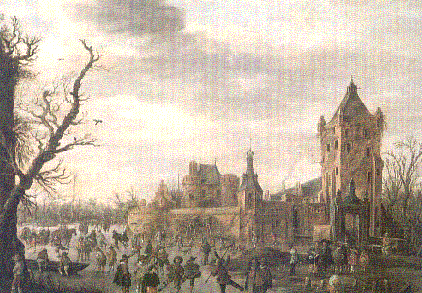
Kasteel Batestein in Vianen, auf einem Gemälde von Jan van Goyen (ca. 1630)

Als Stammvater des Geschlechts fungiert Dirk van Teylingen-Brederode (ca. 1180–1236), welcher der erste „Herr von Brederode“ war und als Drost der holländischen Grafen fungierte. Seine Nachkommen benannten sich fortan nach ihrem Herrschaftssitz Schloss Brederode.
Die Herren von Brederode hatten schon im 13. Jahrhundert gewaltigen Einfluss. Dirks Sohn und Erbe Willem van Brederode, 2. Herr von Brederode, war (um 1282) der Erbauer der Burg Brederode bei Santpoort, Gem. Velsen, Nordholland. Ihre Parteinahme für Johann von Avesnes blieb nicht ohne Bedeutung, doch stieg diese noch beim Ausbruch des Streits zwischen den Hoeks und den Kabeljaus (Haken-und-Kabeljau-Krieg, 1351). Die Brederodes waren die erblichen Führer der Hoeks, der Adelspartei und die Arkels und Egmonts, die rivalisierenden Geschlechter, ihre Gegner.
Reinoud I. van Brederode, (1336 - 1390), 6. Herr von Brederode, wurde durch seine Ehe mit Jolanda van Gennep Mitregent der Grafschaft Gennep. Sein Sohn Walraven I. van Brederode (1370/73-1417), 8. Herr von Brederode, Burggraf von Stavoren, Statthalter von Holland erwarb 1413 Gennep vollständig, und 1417 ebenfalls aus dem mütterlichen Erbe die souveräne Herrschaft Vianen, die eine reichsunmittelbare Enklave des Heiligen Römischen Reiches in den Niederlanden darstellte, und dadurch einen hohen Status hatte, den dadurch auch deren Besitzer erlangten. Er fiel in der siegreichen Schlacht von Gorcum als Feldherr der Gräfin Jacobäa von Hennegau-Zeeland-Holland (1401–1436).
Walravs Enkel Rainald II. (1415–1473), 9. Herr von Brederode, wurde Erbburggraf der Stadt Utrecht, in deren ununterbrochenen Bürgerzwistigkeiten die Brederodes von da an fortwährend verwickelt blieben. Rainalds Bruder war der zeitweilige Bischof von Utrecht Gijsbrecht van Brederode (1416–1475). 1441 verkaufte Willem von Brederode die Grafschaft Gennep an das Geschlecht Van Loon-Heinsberg.
Rainalds zweiter Sohn war Frans van Brederode (1466–1490), der, noch sehr jung, von den unzufriedenen holländischen Adligen zum Führer der wiederauflebenden Hoeks erhoben wurde. Er führte einen zweijährigen Bürgerkrieg (1488–1490) in Holland und Zeeland, der vor allem in der Belagerung der beiden Festungen Rotterdam, die Franz 1488 eroberte, und Sluis in Niederländisch Flandern bestand. Es war der letzte offene Kampf des niederländischen Adels gegen die burgundisch-österreichische Regierung und ihre neueren Ideen. Franz erlag nach der Einnahme von Sluis 1490 seinen Verwundungen, erst 24-jährig.

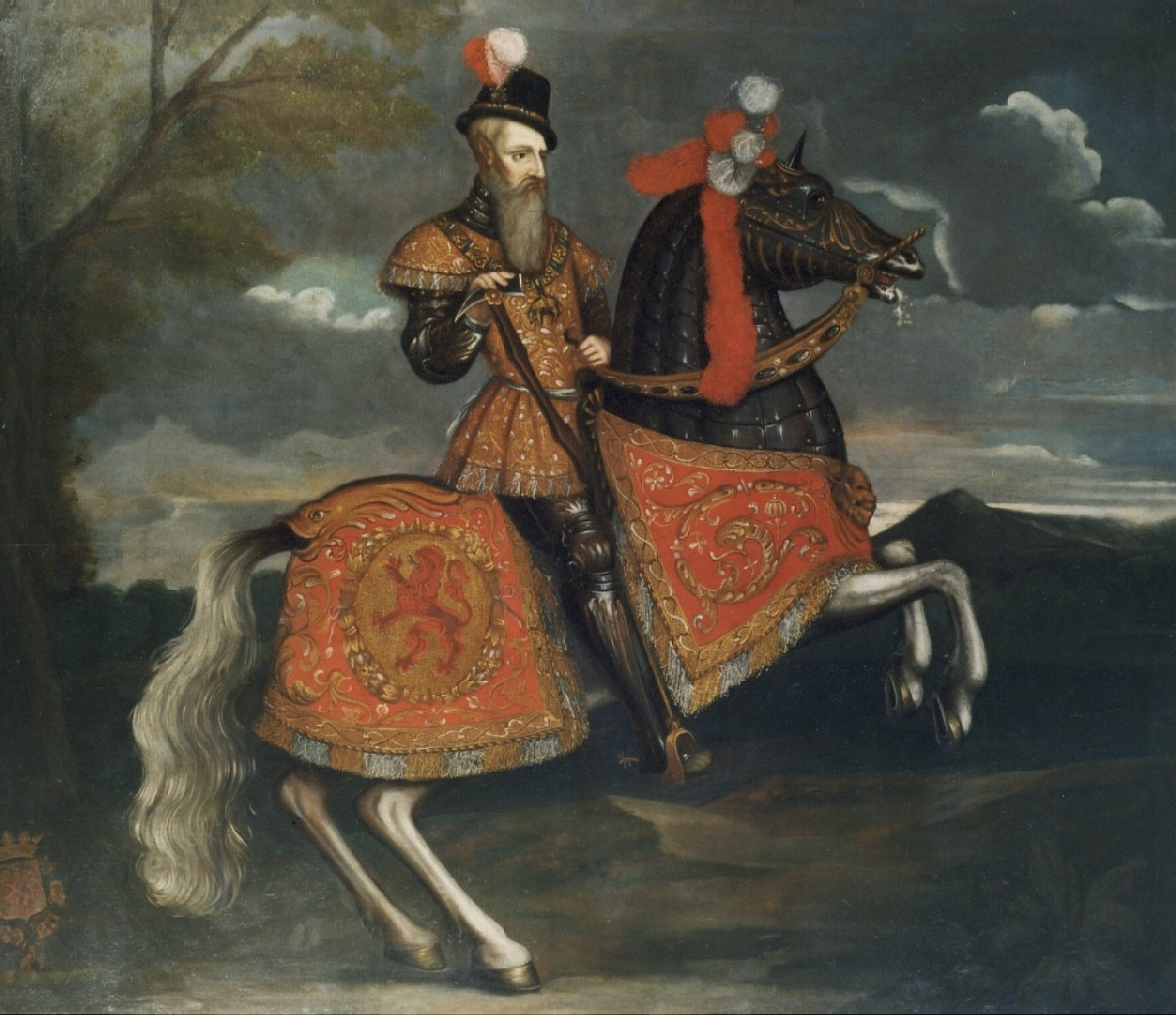
Rainald III. von Brederode (1492–1556)

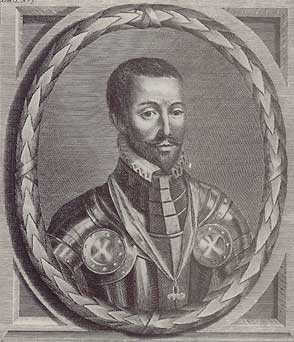
Heinrich von Brederode (1531–1568)

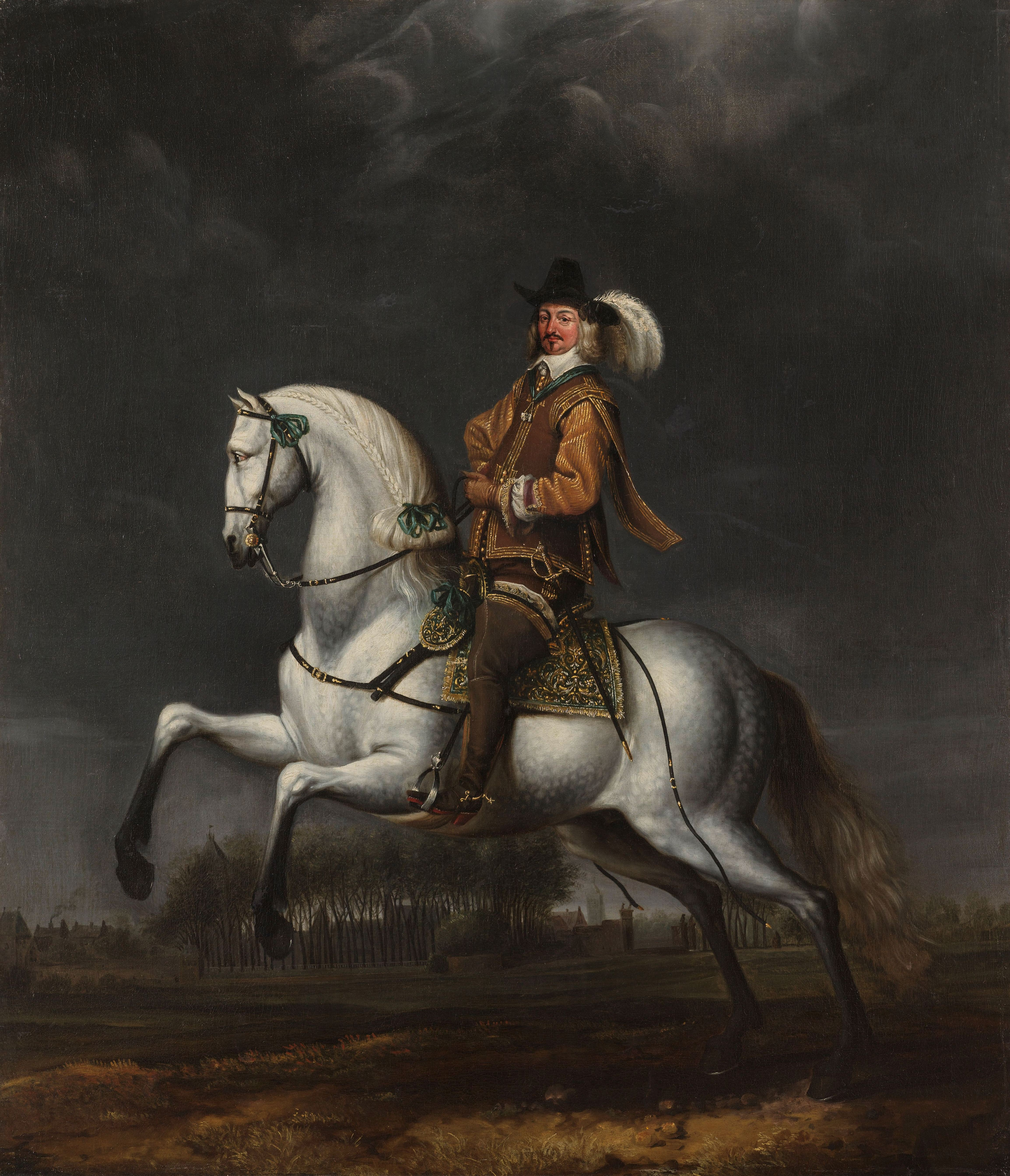
Johann Wolfart von Brederode (1599–1655) mit Kasteel Batenstein im Hintergrund

Die Brederodes, übermütig durch ihre stetig wachsenden Besitzungen, ihr hohes Ansehen und ihre quasi fürstliche Würde zeichneten sich immer durch ihren Stolz aus, besonders aber Rainald III., 11. Herr von Brederode, der unter Karl V. Anspruch auf die Grafschaft Holland erhob und deshalb als Hochverräter alle seine Würden und Besitzungen verlor. Da seine Ansprüche aber nie wirkliches Gewicht hatten, erhielt er sie vom Kaiser zurück.
Rainalds III. zweiter Sohn war Heinrich (1531–1568), 12. Herr von Brederode [fälschlicherweise als Graf tituliert], der Führer der verbündeten niederländischen Adligen, des so genannten Compromis des Nobles von 1566 und der Geusen. Dieser stand gesellschaftlich zwischen dem Hochadel und dem niedrigeren Adel, und war deshalb sehr geeignet für diese Aufgabe des Vermittlers. Der katholische Heerführer Charles de Brimeu (Graf von Megen) eroberte ein Jahr später vorübergehend seinen Stammsitz Kasteel Batestein in Vianen. Heinrich starb im Exil auf Schloss Horneburg bei Recklinghausen. Reinald III. hatte auch einen außerehelichen Sohn, Lancelot von Brederode, der ebenfalls ein Geusenführer war.
Das Geschlecht bestand danach noch ungefähr 150 Jahre fort, immer in hohem Ansehen und im Besitz hoher Stellen und Ämter in Staat und Heer. Johann Wolfart von Brederode, Feldmarschall, 16. Herr von Brederode, der Republik der Vereinigten Niederlande, nahm nach 1650 wieder eine führende Stelle in derselben ein, durch seinen Rang, seinen Reichtum und seine Heiraten, zuerst mit einer Gräfin von Nassau, später mit Ludowika Christina von Solms-Braunfels (1606–1669), der Schwester Amalias (1602–1675), der Gattin Friedrich Heinrichs von Oranien (1584–1647), des Erbstatthalters der Niederlande. Seine zahlreiche Nachkommenschaft starb rasch dahin. Sein jüngster Sohn Wolfart, der auch der 18. und letzte Herr von Brederode war, ist im Jahre 1679 verstorben. Nach seinem Tod verfiel die Burg Brederode an die Staaten von Holland.
Eine außereheliche Linie stellen die Nachkommen von Reinoud van Brederode (1548 - 1633) dar, einem außerehelichen Sohn von Reinoud III. van Brederode (1492–1556). Sie hatten die Herrschaft Bolswaard / Boolswaert in Besitz, nach dieser sie sich such benannten. Kaiser Joseph II. verlieh den Herren von Bolswaert den Titel eines „Reichsgrafen von Brederode“. Im Jahre 1832 starb der letzte Reichsgraf von Brederode aus der Bolswaert-Linie.
Des Weiteren existiert auch noch heute eine behauptete nichtadelige Linie des Geschlechts der Brederode. Diese Linie führt zurück auf Dirk Walravensz van Brederode, welcher ein nachträglich legitimierter Sohn von Walraven van Brederode († 1369), dem jüngeren Bruder von Reinoud I. van Brederode, war.

## Stammbaum
- Willem van Teylingen (genannt 1174), Herr von Teylingen und Brederode
  - Willem van Teijlingen († 1244), → weiter: Herren von Teylingen
  - Dirk van Teylingen van Brederode (ca. 1180 - 1236), 1. Herr von Brederode, Drost der Grafen von Holland
    - Willem van Brederode (1226–1285), 2. Herr von Brederode
      - Willem Margarietensone [Bastard]
      - Theodoricus [Bastard] (1297 genannt)
      - Floris de Scoten van Adrichem [Bastard], → Herren von Adrichem
      - Dirk II. van Brederode (1256-1318), 3. Herr von Brederode, Vogt von Kennemerland
        - Willem van Brederode († 1316)
          - Dirk III. van Brederode (um 1308 - 1377), ab 1345 5. Herr von Brederode
            - Reinoud I. van Brederode, (1336 - 1390), 6. Herr von Brederode, Graf van Gennep
              - Dirk van Brederode (1370-1415), Mönch
              - Jan I. van Brederode (1370/72-1415), 7. Herr von Brederode, Graf von Gennep; im Kloster
              - Walraven I. van Brederode (1370/73-1417), 8. Herr von Brederode, Graf von Gennep, Burggraf von Stavoren, Statthalter von Holland
                - Reinoud II. van Brederode (1415-1473), 9. Herr von Brederode, Graf von Gennep, Erbburggraf von Utrecht, Souveräner Herr von Vianen, Herr von Ameide, Lexmond, Hei- en Boeicop, Meerkerk, Tienhoven, Twaalfhoven, Ritter im Orden des Goldenen Vlies
                  - Josina van Brederode (* um 1458)
                  - Johanna van Brederode (* um 1459)
                  - Walravina van Brederode (um 1460 - um 1500)
                  - Anna van Brederode (* um 1461)
                  - Walraven II. van Brederode (1462 - 1531), 10. Herr von Brederode, Erbburggraf von Utrecht, Souveräner Herr von Vianen, Herr von Ameide, Ratsherr von Maximilian I. von Österreich
                    - Reinoud III. van Brederode (1492-1556), 11. Herr von Brederode, Erbburggraf von Utrecht, Souveräner Herr von Vianen, Wald- und Jägermeister von Holland, Ratsherr im Raad van State, Rats- und Kammerherr von Kaiser Karl V.
                      - Helena van Brederode (1527/28 - 1572)
                      - Hendrik II. van Brederode (Heinrich von Brederode) (1531 - 1568), 12. Herr von Brederode, Erbburggraf von Utrecht, Souveräner Herr von Vianen, Herr von Bergen und Ameide, Schoorl und ’t Oog, Widerstandskämpfer und Führer der Geusen, Staatsmann, bekannt als der 'Grote Geus'
                      - Antonia Penelope van Brederode († 1591)
                      - Franciska van Brederode, Geistliche
                      - Johanna van Brederode († 1573), Erbfrau von Vianen und Ameide nach dem Tod ihres Bruders Hendrik im Jahr 1568
                      - Lodewijk van Brederode († 1557)
                      - Margaretha van Brederode († 1554)
                      - Filips († 1554 in Mailand)
                      - Reinoud van Brederode (jung verstorben)
                      - Robert van Brederode († 1566 in Bayern)
                      - Anna van Brederode [Bastard]
                      - Artus van Brederode († 1592) [Bastard]
                      - Frans van Brederode († vor 1589) [Bastard]
                      - Lancelot van Brederode († 1573) [Bastard], Vizeadmiral der Wassergeuusen
                        - Reinoud van Brederode (1567-1633), Baron von Wezenberg, Herr von Veenhuizen, Spanbroek, Oosthuizen, Etersheim, Hobrede und Kwadijk, Staatsmann, Diplomat
                          - Elisabeth van Brederode
                          - weiblich van Brederode
                          - Adam van Brederode (jung verstorben)
                          - weiblich van Brederode

                      - Lucretia van Brederode († 1544) [Bastard]
                      - Margaretha van Brederode († 1574) [Bastard]
                      - Sandrina van Brederode (1539 - 1617) [Bastard]
                      - Filips van Brederode (* 1541; jung verstorben) [Bastard]
                      - Sarah van Brederode (1544 - 1631) [Bastard]
                      - Reinoud van Brederode (1548 - 1633), [Bastard], Herr von  Bolswaard, → Herren und Reichsgrafen von Bolswaert

                    - Wolfert van Brederode (1494-1548), Herr von Kloetinge und Asten
                      - Reinoud IV. van Brederode (1520-1584), ab 1568 13. Herr von Brederode, Herr von Kloetinge und Asten
                        - Hendrik van Brederode (1545 - 1573), Herr von Asten
                        - Walraven III. van Brederode (1547-1614), 14. Herr von Brederode, Souveräner Herr von Vianen, Herr von Ameide und Noordeloos, Raad van State, Diplomat
                          - Catharina van Brederode (1570 - 1634), Erbfrau von Asten und Durendaal
                          - Wolfert van Brederode

                        - Wolfert van Brederode
                        - Maximiliaan van Brederode (1550 - 1591), Herr von Asten
                        - Floris van Brederode, Herr von Kloetinge
                          - Walraven IV. van Brederode († 1620), 15. Herr von Brederode, Souveräner Herr von Vianen, Herr von Kloetinge, Ameide und Noordeloos, Abgesandter zur Dordrechter Synode
                          - Johann Wolfart van Brederode (1599 - 1655), 16. Herr von Brederode, Souveräner Herr von Vianen, Herr von Klowtinge, Ameide, Noordeloos, Staatsmann, Oberkommandierender der Armee der Republik der Vereinigten Niederlande
                            - Sophia van Brederode (1620 - 1678)
                            - Florentina van Brederode (1624 - 1698)
                            - Anna Trajectana van Brederode (1625 - 1672)
                            - Anna Amalia van Brederode (1626 - 1663), Salonnière
                            - Hendrik III. van Brederode (1638 - 1657), 17. Herr von Brederode, Souveräner Herr von Vianen, Herr von Klowtinge, Ameide, Noordeloos, Oberst des Regimentes Van Brederode
                            - Louise Christina van Brederode (1639 - 1660)
                            - Hedwig Agnes van Brederode (1643 - 1684), Souveräne Herrin von Vianen, Herrin von Ameide und Noorderloos
                            - Amelia Wilhelmina van Brederode (* 1643), Herrin von Zwammerdam und Reeuwijk
                            - Wolfert van Brederode (1649 - 1679), 18. Herr von Brederode, Souveräner Herr von Vianen, Herr von Klowtinge, Ameide, Noordeloos, Zwammerdam und Reeuwijk; letzter (legitimer) männlicher Brederode

                        - Anna van Brederode (* 1551)
                        - Adriana van Brederode (1559 - 1620)
                        - Margaretha van Brederode
                        - Suzanna van Brederode
                        - Adriana Francisca van Brederode.
                        - Dirk van Brederode (* 1566)

                      - Margaretha van Brederode
                      - Walraven van Brederode [Bastard]

                    - Françoise van Brederode (1496-1553)
                    - Charlotte van Brederode (1498-1529)
                    - Reinoud Bastaard van Brederode van Rijnestein (1500-1549) [Bastard], Herr von Rijnestein, Drost und Schout von Vianen
                    - Yolande van Brederode (1509-1517)
                    - Frans van Brederode (1510-1529), Herr von Zwammerdam
                    - Maria van Brederode (* 1512)
                    - Margaretha van Brederode (1514-1577), Fürstäbtin von Thorn
                    - Balthazar van Brederode (1516-1576), Herr von Bergen, Houtvester von Holland
                    - Walburga van Brederode (1518-1567), Gräfin von Bentheim und Steinfurt
                    - Magdalena van Brederode († 1546)
                    - Yolande van Brederode 1525-1553

                  - Frans van Brederode (1465 - 1490), holländischer Militärführer (Jonker Fransenoorlog)
                  - Yolande van Brederode (* um 1467)

                - Gijsbrecht van Brederode (1417-1475), Bischof von Utrecht
                  - Anthonie van Brederode [Bastard]
                  - Walraven van Brederode [Bastard]
                  - Joris van Brederode (* um 1460 - 1489) [Bastard], Bürgermeister von Rotterdam, Militärführer

                - Walravina van Brederode (1418-1460)

              - Willem van Brederode (1380-1451), Graf von Gennep, Herr von Steyn und Merwede, Admiral

            - Walraven van Brederode (1338/1340 - 1369)
              - Dirk Walravensz van Brederode [Bastard; nachträglich legitimiert], → Familie van Brederode

            - Dirk van Brederode, (1340/1342 - 1387)
            - Willem van Brederode (1346 - 1389), Herr von Waalwyck

        - Hendrik I. van Brederode († 1345), 4. Herr von Brederode (1318-1345)
          - Willem van Brederode († vor 1333)

        - Catharina van Brederode (1372)
        - Jutte van Brederode († 1346)
        - Elisabeth van Brederode (um 1250 - 1323)

      - Rikairde van Brederode (1305 genannt)
      - Alverade van Coudekerke
      - Aleit Uter Wike
      - Elizabeth van Brederode

    - Dirk van Brederode (1228 – um 1279)
    - Floris van Brederode (1230–1306), Herr von Doortoghe, Zegwaard und Zevenhuizen
      - Floris van de Doortoge, (1259 – vor 1321), → Herren von Doortoghe.
      - Jan van der Doortoge (um 1260–1297)
      - Dirk van de Doortogne (um 1270–1306)

    - Ada van Brederode (1232 – um 1297)
    - Catharina van Brederode (* 1234)
    - Agniese van Brederode (um 1235 – um 1280)

  - Gerrit van Teylingen van Heemskerck, → Herren von Heemskerck
  - Hugo van Teylingen van Heemskerk
  - Arend van Teylingen
  - Machteld van Teylingen